# Heřmanovice
Heřmanovice (německy Hermannstadt) jsou obec v okrese Bruntál. Žije zde 344 obyvatel.

## Poloha
Obec Heřmanovice sousedí na severu se Zlatými Horami, na východě s Petrovicemi, Městem Albrechticemi a Holčovicemi, na jihu s Vrbnem pod Pradědem a v nejzápadnějším cípu s Jeseníkem. Od okresního města Bruntál je vzdálena 23 km a od krajského města Ostrava 75 km.
Geomorfologicky patří Heřmanovice k Jesenické oblasti. Na severovýchodě se jedná o geomorfologický celek Zlatohorská vrchovina, podcelek Hynčická hornatina, ve zbytku se jedná o geomorfologický celek Hrubý Jeseník, podcelek Medvědská hornatina. Nejhornatější je západní cíp území a nejvyšším bodem je Medvědí vrch (1216 m n. m.) na hranici s Vrbnem pod Pradědem; dalšími vrcholy jsou např. Medvědí louka (1110 m n. m.), několik vrcholů na hranici se Zlatými Horami (Stará hora 1045 m n. m., Jelení hora 878/877 m n. m., Příčný vrch 975 m n. m., Hornické skály 904 m n. m.) a s Holčovicemi (Komora 833 m n. m., Smrčník 791/789 m n. m., Špičák 763/762 m n. m., Jedlová 875/874 m n. m.), v blízkosti samotné vsi pak Horka (866 m n. m.), Okrouhlá (796/793 m n. m.), Holý vrch (799/798 m n. m.), Salaš (974 m n. m.), Kostelní vrch (738 m n. m.).
Území Heřmanovic patří do povodí Odry, resp. Opavy. V Heřmanovicích pramení řeka Opavice, která protéká vsí směrem na jihovýchod a přijímá přitom řadu krátkých horských potoků. Západní hornatou část odvodňuje severojižním směrem tekoucí Černá Opava s četnými pravobřežními přítoky (Slučí potok, Sokolí potok, Rudná). V nejzápadnějším cípu území pak pramení Bílý potok, který se ve stejnojmenné osadě vlévá do Střední Opavy.
Území obce pokrývá z 25 % zemědělská půda (0,5 % orná půda, 23,5 % louky a pastviny), ze 70 % les a z 5 % zastavěné a ostatní (např. průmyslové) plochy.

## Názvy existujících a zaniklých částí
- Česky Heřmanovice (1869–1880 Hermanice, též Heřmanice [5]), německy Hermannstadt (1890 Herrmannstadt), polsky Herzmanowice, Hermanowice.
- Česky Drakov, německy Drachenburg, polsky Draków.
- Česky Quinburk, Kvinburk neboli Hrad Sokolí, německy Quinburg.

## Historie
První písemná zmínka o obci je z 8. července 1339, kdy opavský kníže Mikuláš II. postoupil mimo jiné i obec nazývanou Hermanstad českému králi Janu Lucemburskému. Obec, která má charakter lánové vsi, je však starší, zřejmě vznikla na přelomu 13. a 14. století. Díky těžbě zlata obec často měnila spolu s celou oblastí okolo Cukmantlu (dnešních Zlatých Hor) majitele. Nakonec se celá oblast stala součástí Niského knížectví, a tím i majetkem vratislavských biskupů (vratislavský biskup byl zároveň niským knížetem). V obci bylo za biskupů zřízeno tzv. šoltyství (rychta). Z dob počátků obce pocházelo i středověké tvrziště (obdélné tvrziště obklopené příkopem a valem, na tvrzišti stála zděná věžovitá stavba, dle archeologických nálezů tvrz obydlena od poloviny 14. do konce 15. století), později zničené těžbou vápence v místním lomu.
V polovině 16. století zde vratislavský měšťan Hans Karlin založil na základě biskupova povolení hamr na zpracování železné rudy, která se těžila v okolí. V roce 1559 pak zřídil další hamr a pilu. V hamrech se vyráběly především kamna a hrnce. Zpracování železa se v obci udrželo hluboko do 17. století. V roce 1588 byl vystavěn renesanční kostel sv. Ondřeje, farní správa byla vykonávána ze Zlatých Hor. V 17. století se zde odehrávaly čarodějnické procesy. V roce 1672 vznikla samostatná heřmanovická farnost. Roku 1727 založen menší klášter pro řeholnice terciářky sv. Františka z Assisi, jeho poloha je neznámá. Na klášter může odkazovat kaple sv. Jeronýma nad lomem. V roce 1739 začala přestavba kostela v barokním slohu. V roce 1752 vydala zemská vláda nařízení, kterým se obci rušily horní (tj. hornické) svobody a osvobození od daní. Heřmanovice se tak staly především zemědělskou a řemeslnickou obcí. Zvlášť se zde dařilo lnářství. V roce 1788 je v obci uváděno 11 bělidel.
V roce 1844 se jistý Jan Höniger znovu pokusil nepříliš úspěšně oživit dolování zlata na Příčném vrchu. V roce 1848 se obec stala součástí soudního okresu Cukmantel (dnes Zlaté Hory). Po roce 1848 se vedle zemědělství obyvatelé živili hlavně plátenictvím a dřevařstvím. Bylo zde několik pil a mlýnů a výroba třísla. K roku 1848 se připomíná obecná škola, která měla roku 1900 čtyři třídy. V roce 1869 zde začala působit pošta a k roku 1925 se připomíná záložna. K roku 1900 zde byl hasičský spolek, pak i zemědělský, křesťansko-sociální, zbožných panen a invalidů. 
První světová válka se obce přímo nedotkla, ale ve válce padlo na 91 heřmanovických mužů. Po válce se Heřmanovice staly na krátko součástí německé provincie Sudetenland. Teprve v roce 1924 vznikl český název obce Heřmanovice, původní německý název Hermannstadt (v překladu Heřmanovo město) se však používal až do konce druhé světové války. Obec byla tehdy obývána německy mluvícím obyvatelstvem: v roce 1930 bylo z 2187 obyvatel jen 17 česky hovořících. Stejně jako jiné oblasti byly i Heřmanovice postiženy ve třicátých letech hospodářskou krizí, po níž následoval příklon obyvatelstva k nacionálnímu socialismu. V říjnu 1938 se Heřmanovice staly součástí Třetí říše a její župy Sudetenland. Při této příležitosti projel obcí německý vůdce Adolf Hitler.
Za druhé světové války byly v obci a okolí (Opavská chata) zřízeny tábory pro zajaté spojenecké vojáky. Dne 8. 5. 1945 pak byla obec obsazena Rudou armádou. Po válce následoval odsun většiny německého obyvatelstva, a zároveň přišli noví osadníci. Počet obyvatel však i tak klesl oproti stavu před válkou 5,3krát.
V roce 1949 byla objevena ve zdejším vápencovém lomě Heřmanovická jeskyně, která byla později odtěžena. V roce 1995 byly Heřmanovice vyhlášeny vesnickou památkovou rezervací.
Heřmanovice měly dříve status města.

### Vývoj počtu obyvatel
Počet obyvatel Heřmanovic podle sčítání nebo jiných úředních záznamů:
| Rok            | 1805 | 1850 | 1869 | 1880 | 1890 | 1900 | 1910 | 1921 | 1930 | 1939 | 1950 | 1961 | 1970 | 1980 | 1991 | 2001 |
| -------------- | ---- | ---- | ---- | ---- | ---- | ---- | ---- | ---- | ---- | ---- | ---- | ---- | ---- | ---- | ---- | ---- |
| Počet obyvatel | 2000 | 2837 | 2768 | 2663 | 2390 | 2393 | 2266 | 2101 | 2187 | 2148 | 415  | 601  | 566  | 521  | 440  | 411  |

1. ↑  z toho místní části Drakov 10, Zastávka 14
2. ↑  z toho: 17 Čechoslováků, 2162 Němců; 2157 řím. kat., 30 evang.
3. ↑  z toho: 333 Čechů, Moravanů a Slezanů, 43 Slováků, 21 Němců, 3 Poláci; 159 řím. kat., 1 čsl. hus., 3 evang., 169 bez vyzn.

V Heřmanovicích je evidováno 250 adres: 239 čísel popisných (trvalé objekty) a 11 čísel evidenčních (dočasné či rekreační objekty). Při sčítání lidu roku 2001 zde bylo napočteno 221 domů, z toho 105 trvale obydlených.

## Významní rodáci
- František Proske (1736–1812), sochař a řezbář

## Pamětihodnosti
Ve vsi je vesnická památková rezervace chránící roubené chalupy, tvořící jedinečně dochovalý památkově chráněný soubor lidových staveb v jesenické (východosudetské) oblasti.

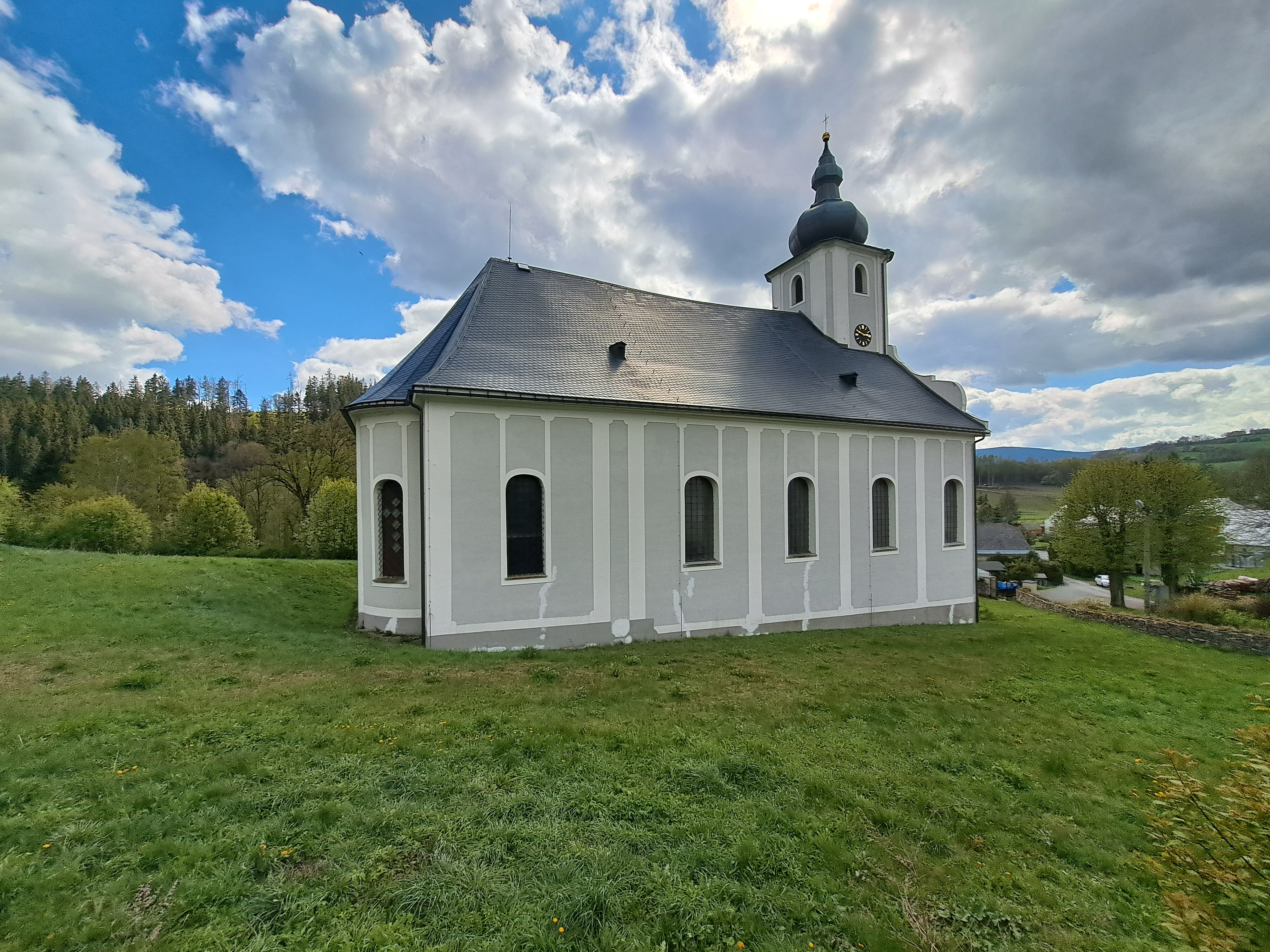
Kostel sv. Ondřeje

- Římskokatolický farní kostel sv. Ondřeje – původně renesanční vystavěn v roce 1588, v roce 1739 přestavěn barokně a znovu vysvěcen 1766. Jedná se o jednolodní orientovanou obdélníkovou stavbu s boční kaplí a sakristií. V interiéru mimo jiné barokní hlavní oltář z doby před rokem 1766 s obrazem smrti sv. Ondřeje a bohatou sochařskou výzdobou a cenná renesanční kamenná křtitelnice.
- Kaple sv. Jeronýma – doba výstavby neznáma, možná souvisela s klášterem založeným v obci 1727.
- Šoltyství – původně renesanční budova, v přízemí renesanční klenby a zasazená pamětní deska. V budově sídlil heřmanovický šoltys (tj. rychtář)
- Socha sv. Jana Nepomuckého – pískovcová z roku 1778.
- Drakov (Drachenburg) – nepatrné zbytky hrádku nedaleko samoty Drakov, umístěn nad řekou Černou Opavou na 10 m vysoké skále o rozměrech 23x9 m, oddělené od okolí příkopem. Na plošině zahloubení po místnosti obytné stavby (snad věže). Hrádek existoval zřejmě ve 14. století a sloužil zřejmě jako celní stanice. Zanikl požárem, a to nejpozději v době husitských válek. Nedaleko odtud se nacházejí zříceniny vysoké dřevouhelné pece z roku 1807. Byla součástí Lorencovy-Vavřincovy huti na výrobu železa, z níž kromě pece zachovány terénní stopy po náhonech, hamru a jiných provozních budovách.
- Kvinburk (Quinburk) – zřícenina hradu nad údolím Černé Opavy umístěná ve výšce kolem 970 m n. m. Hrad umístěn na Sokolích skalách, od okolí oddělen přírodní průrvou využitou jako příkop. Na skále za průrvou zbytky zdí paláce nebo věžovité stavby o rozměrech přibližně 20x12m. Za skálou se nelézá nádvoří původně obehnané až 2,2 m silnou zdí, z níž se místy zachovaly zbytky. Na skále za nádvořím stála strážní věž o rozměrech přibližně 6x5,5 m, z níž se zachoval jihovýchodní roh. Všechny zachované zdi jsou důkladně zděny na maltu. Na jihu se k jádru hradu přimykalo převážně dřevěné předhradí. Hrad vznikl na konci 13. nebo začátku 14. století a kontroloval obchodní cestu jdoucí zmíněným údolím.
- Soubor lidové architektury v obci – jedná se o vesnické domy tzv. východosudetského typu.